# Überholen ohne einzuholen
Überholen ohne einzuholen – ist ein von Walter Ulbricht im Jahr 1970 in der DDR ausgerufenes Ziel der Wirtschafts- und Sozialpolitik. Es sollte die vermeintliche Überlegenheit des Sozialismus durch wirtschaftliche Erfolge deutlich machen. Der Slogan geht auf die 1917 von Lenin in seinem Werk Die drohende Katastrophe und wie man sie bekämpfen soll geprägte Parole Einholen und überholen zurück.
Mit dem „Neuen Ökonomischen System (NÖS)“ wollte die DDR in den 1960er Jahren den Wettstreit mit der Bundesrepublik Deutschland für sich gewinnen. Rationalisierung und Automatisierung sollten die Planwirtschaft revolutionieren und die Mangelwirtschaft mit fehlendem Personal und Material beseitigen. Doch die Idee scheiterte. Mit der Machtübernahme durch Erich Honecker 1971 wurde das innerparteilich umstrittene Projekt eingestellt und die Reformen rückgängig gemacht.

„Ulbrichts These, den Kapitalismus zu überholen, ohne ihn überhaupt einholen zu wollen, sei schon vor dreißig Jahren reiner Unfug gewesen.“

Als geflügeltes Wort wird das Motto noch immer, fast ausschließlich jedoch ironisch verwendet.